# Pigen fra Chicago
Pigen fra Chicago er en amerikansk stumfilm fra 1922 af Irving Cummings.

## Medvirkende
- Milton Sills som Steve MacLaren
- Alice Lake som Sally Dolan
- Ben Hewlett som Willie Boy Toval
- Gertrude Claire som MacLaren
- Richard Headrick som Jimmie
- Ralph Lewis som Diamond Jim Favre